# Mycoplasma haemocanis
Mycoplasma haemocanis（旧名Haemobartonella canis）はマイコプラズマ属細菌の一種である。脾臓や免疫系が正常な犬では貧血を起こすことは稀である。臨床的には、感染しているイヌが脾臓摘出されたときや脾臓を摘出されたイヌが感染しているイヌの血液を輸血されたときに発症することがある。イヌやキツネなどのイヌ科動物の多くに感染する。